# John Dee
John Dee (n. 13 iulie 1527, Tower, City, Londra - d. 1608 sau 1609, Mortlake, Surrey) a fost un matematician, astronom, astrolog, ocultist, profesor și consilier al reginei Elisabeta I. Dee este de origine galeză. Și-a dedicat o mare parte a vieții sale studiului alchimiei, divinației și filosofiei ermetice.
Dee s-a aventurat în lumea științei și magiei ca și cum acestea nu ar fi fost deosebite. Fiind unul dintre cei mai învățați oameni din vremea lui, Dee a fost invitat pentru a preda algebra avansată la Universitatea din Paris pe când nu împlinise douăzeci de ani. Dee a fost un promotor fervent al matematicii și astronom respectat, precum și un expert de frunte în navigație, el învățând pe mulți dintre aceia care au făcut din Anglia o țară a marilor descoperiri geografice.
Simultan cu aceste eforturi, Dee s-a cufundat în lumea magiei, astrologiei și ermetismului. A dedicat mult timp și efort în ultimii treizeci de ani ai vieții sale pentru a încerca să comunice cu demonii, descoperind limba numită enochiană, acesta ajutând omenirea să se apropie de zeii săi adevărați. " Ca student al neoplatonismului renascentist al lui Marsilio Ficino, Dee nu a făcut distincție între cercetarea sa matematică și investigațiile sale asupra magiei ermetice, invocarea îngerilor și prezicerea viitorului. În schimb, el a considerat că toate activitățile sale constituie diferite fațete ale aceleiași căutări: căutarea unei înțelegeri transcendentale a formelor divine care stau la baza lumii vizibile, pe care Dee le-a numit "adevăruri pure". 
În timpul vieții sale, Dee a strâns numeroase cărți și manuscrise, realizând una dintre cele mai mari biblioteci din Anglia. Ca savant, rangul său social era ridicat și acest lucru i-a permis să joace un rol în politică elisabetană. El a fost consilier ocazional și tutore pentru Elizabeta I și a avut relații culturale cu miniștrii ei Francis Walsingham și William Cecil. Dee, de asemenea, i-a instruit și s-a bucurat de relații de patronaj cu Sir Philip Sidney, unchiul său, Robert Dudley, primul conte de Leicester și cu poetul Edward Dyer. El a beneficiat, de asemenea, de patronajul lui Sir Christopher Hatton.

## Legături externe
- Works by John Dee on Internet Archive.
- Lucrări de John Dee la Proiectul Gutenberg
- The Private Diary of Dr. John Dee, and the Catalogue of His Library of Manuscripts Full view book with PDF download at Google Books
- The Private Diary of Dr. John Dee, and the Catalogue of His Library of ... with James Orchard Full view book with PDF download at Google Books
- The Calls of Enoch with Edward Kelley Full view book at Google Books
- John Dee reports of Dee and Kelley's conversations with Angels edited in PDF by Clay Holden: Mysteriorum Liber Primus (with Latin translations), Notes to Liber Primus by Clay Holden, Mysteriorum Liber Secundus, Mysteriorum Liber Tertius
- The J.W. Hamilton-Jones translation of Monas Hieroglyphica from Twilit Grotto: Archives of Western Esoterica